# Folytassa, doktor!
 Folytassa, doktor!, eredeti angol címe Carry On Doctor, 1967-ben bemutatott brit (angol) filmvígjáték, a kórházi filmek paródiája, a Gerald Thomas által rendezett Folytassa… filmsorozat 15. darabja. Főszereplői a sorozat rendszeres sztárjai, Sidney James, Kenneth Williams, Jim Dale, Charles Hawtrey, Joan Sims, Peter Butterworth, Bernard Bresslaw, Barbara Windsor , Hattie Jacques és Peter Gilmore. Másodszor (és a sorozatban utoljára) jelent meg Anita Harris, először mutatkozott be Frankie Howerd.
Ez volt a Folytassa-csapat második „kórházas” filmje, az 1959-es fekete-fehér Folytassa, nővér! után. Később még két hasonló témájú film követte, az 1969-as Folytassa újra, doktor! és az 1972-es Folytassa, főnővér!.

## Cselekmény
Francis Bigger (Frankie Howerd), sarlatán és önjelölt csodadoktor tagadja az akadémiai orvostudomány hatékonyságát, és egyedül az szellem erejével végezné a test gyógyítását. Asszisztense, Chloë (Joan Sims) süket, akinek hallása a csodadoktor lelki ráhatására javult. A prezentáción Biggert baleset éri, leesik a színpadról, jól megüti az ülepét. A mentő (melynek sportos sofőrje Henry Peter Gilmore) beszállítja a helyi kórházba, amelyet a prűd és lélketlen Dr. Kenneth Tinkle főorvos (Kenneth Williams) és helyettese, a szoknyapecér Dr. James Kilmore (Jim Dale) vezet. A kórházban Bigger folyamatosan panaszkodik és ellenkezik, nem akarja alávetni magát a vizsgálatoknak, a katonás főnővér (Hattie Jacques) határozott közbeavatkozásáig.
A férfi kórteremben csupa excentrikus alak fekszik, Charlie Roper (Sidney James) táppénzcsaló, aki betegséget színlelve tölti az időt a kórházban, a melák Ken Biddle (Bernard Bresslaw), aki törött lábával szerelmi kalandot keresve téblábol a női kórtermek előtt, hogy szíve hölgyét, Mavis Winkle-t (Dilys Laye) láthassa; és Mr Barron (Charles Hawtrey) akinek olyan mértékben átérzi várandós feleségének tüneteit és fájdalmait, hogy kezelésre utalták.
A szép Clark nővér (Anita Harris) a szívdöglesztő dr. Kilmore-ért epekedik, aki udvarlási kézikönyvből tanulja, hogyan kell sikeresen női szíveket hódítani. A marcona főnővér viszont a főorvos, Dr. Tinkle után vágyakozik, aki viszont szigorúan tartja magát a kollegiális kapcsolatok illendő határaihoz.
A kórház napi rutinja számos ostoba félreértés és incidens közepette zajlik. A link Roper a forró teába meríti a lázmérőt, Tinkle főorvos jeges fürdőket rendel neki, hogy érthetetlenül magas lázát csillapítsa. Mr Biddle-t az osztályos nővér figyeli és visszazavarja, amikor átrándulna a női kórterembe.  Látogatási időben Biddle felkéri barátját, vigyen át levelet szíve hölgyének, Mavisnek, de a levél ágycserék miatt egy öreg nyanyushoz kerül, aki ettől kezdve üldözi Biddle-t. A mindennel elégedetlen Bigger egyágyas szobába helyezteti magát. Tinkle úgy látja, Biggernek semmi baja, „hamarosan itthagyhat bennünket.” Ebből a megjegyzésből Roper arra következtet, halálán van. Ráadásul egy gumilepedő-ügynököt az ő szobájába küldenek, mérje fel az ágyat, hogy ajánlatot tehessen. A méricskélő ügynököt Bigger temetkezési vállalkozónak nézi és kidobja. Úgy gondolja, ha már meg kell halni, legalább feleségül veszi hűséges asszisztensnőjét, Chloët. Mire kiderül, hogy semmi baja, pár nap múlva hazamehet, már tehetetlenül belenyugszik sorsába.
A házat felbolygatja a bögyös szőke Sandra (Barbara Windsor) nővérújonc érkezése. Bár a kórházi szabályzat szerint női személyzetnek tilos a férfiak szobáiba lépni, Sandra meglepi Dr Tinkle-t a szobájában, hogy szerelmet valljon a főorvosnak. Dr Tinkle kétségbeesetten hárítja. A főnővér Dr Kilmore kíséretében betör az ajtón, kiparancsolja a szabályszegőt. Sandra sírva fogadkozik, hogy nem akar élni Dr. Tinkle nélkül. Dr Tinkle a tekintélyét és pozícióját féltve a főnővérrel köt szövetséget: titkolják el az incidenst, és szabaduljanak meg Sandra nővértől is, Kilmore doktortól is.
Másnap Sandra nővér a kórházzal szemben, a nővérszállás tetején tornázik és napozni készül, egy szál bikiniben. Dr Kilmore azt hiszi, le akar ugrani a tetőről, ahogy ígérte. Kilmore kimászik a tetőre, Sandra azt hiszi, egy szex-őrült akarja megtámadni. Sikítozásra összecsődülnek a kórháziak és a járókelők is. Kilmore lecsúszik a tetőről, Clark nővér a segítségére siet, Kilmore véletlenül letépi a szoknyáját, de sikerül beugrania egy ablakon, egy harmadik nővér mellé a fürdőkádba. Kitör a botrány, Kilmore doki hiába igyekszik magyarázkodni, minden látszat ellene szól: nyilvánvaló szex-őrült, szatír, aki üldözi a nőket. Sandrát sürgősen áthelyezik, Kilmore ügyében pedig Tinkle főorvos a kezét dörzsölgetve jelentést ír a kórház igazgatótanácsának. A tárgyaláson a doki azzal védekezik, Sandra nővér előző nap Tinkle szobájában öngyilkossággal fenyegetőzött, de a főorvos és cinkosa, a főnővér letagadják, hogy ott bármi is történt volna. Kilmore kénytelen felmondani.
Kilmore elköszön pácienseitől és kollégáitól, mindenki sajnálja távozását. Clark nővér felfedi a betegek előtt Tinkle és a főnővér árulását. A párosra minden beteg ellenszenvvel tekint, lelketlen szigorúságuk és a sok zaklatás miatt. A járóképes betegek éjszakai összeesküvést szerveznek, hogy bosszút álljanak kedvenc doktoruk kirúgásáért. Tinkle és a főnővér mit sem sejtve, pezsgővel ünnepelnek a főorvos szobájában.
A nőbetegek először Hoggett osztályos nővért némítják el, megkötözve becsomagolják a szennyesládába. A lázadók ezután rátörnek az ünneplőkre, a férfi betegek Tinkle főorvost, a nőbetegek a főnővért veszik kezelésbe. A főnővérten kipróbálják a hidegvizes lepedőkbe csavarást („priznicet”). A kezelés hatására bevallja, hogy hamisan tanúskodott Kilmore ellen. A férfiak dr Tinkle-t a műtőasztalra szíjazzák. A sebésznek beöltözött Bigger, Biddle és Roper a metélő szerszámokat csörgetik, és aggódva konzultálnak, vajon Tinkle férfiassága megmenthető-e még, vagy nincs mese, le kell vágni? Tinkle még így sem akar vallani, végső eszközként alapos beöntésben részesítik, ettől megtörik és bevallja bűnét. Henry és a többi mentősofőr a folyosóról fejcsóválva, de tétlenül szemléli az unalmas éjszakai szolgálatot megszínesítő eseményeket.
Másnap Dr Kilmore-t nevezik ki a kórház főorvosává, Tinkle-t beosztott orvossá fokozzák le. Kilmore kiadja Tinkle feladatait, majd „folytassa, doktor” végszóval küldi a dolgára. Mr Barron teljesen helyrejött, miután felesége megszülte kisbabájukat. Bigger és újdonsült felesége, Chloë éppen távoznak a kórházból, de Bigger ismét jó nagyot esik, megsérül, hordágyon hozzák vissza a kórterembe, ahol nyugalmas, békés hetek eltöltését reméli, távol hárpia feleségétől.

## Szereposztás
| Szerep                    | Színész           | Magyar hangja (1. szinkron) | Magyar hangja (2. szinkron) | Magyar hangja (3. szinkron) |
| ------------------------- | ----------------- | --------------------------- | --------------------------- | --------------------------- |
| Francis Bigger            | Frankie Howerd    | Dömsödi János               | Szabó Ottó                  | Makay Sándor                |
| Charlie Roper             | Sidney James      | Máriáss József              | Gruber Hugó                 | Szabó Ottó                  |
| Mr. Barron                | Charles Hawtrey   | Szuhay Balázs               | Lippai László               | Harsányi Gábor              |
| Dr. Kenneth Tinkle        | Kenneth Williams  | Tordy Géza                  | Perlaki István              | Barbinek Péter              |
| Dr. Jim Kilmore           | Jim Dale          | Áts Gyula                   | Schnell Ádám                | Bognár Zsolt                |
| Sandra May tanulónővér    | Barbara Windsor   | Voith Ági                   | Dudás Eszter                | Kocsis Mariann              |
| Chloë Gibson              | Joan Sims         | Czigány Judit               | Kocsis Mariann              | Földi Teri                  |
| Ken Biddle                | Bernard Bresslaw  | Sztankay István             | Papp János                  | Vass Gábor                  |
| Főnővér                   | Hattie Jacques    | Győri Ilona                 | Pásztor Erzsi               | Molnár Piroska              |
| Clarke nővér              | Anita Harris      | Békés Rita                  | Kisfalvi Krisztina          | Papp Ági                    |
| Mr. Smith                 | Peter Butterworth | Kabos László                | Kardos Gábor                | N/A                         |
| Hoggett, osztályos nővér  | June Jago         | Schubert Éva                | Menszátor Magdolna          | Fodor Zsóka                 |
| Sir Edmund Burke          | Derek Francis     | Györffy György              | Kisfalussy Bálint           | Horkai János                |
| Mrs. Roper                | Dandy Nichols     | Petur Ilka                  | Czigány Judit               | Győri Ilona                 |
| Lelkész                   | Peter Jones       | Miklósy György              | Simon György                | Cs. Németh Lajos            |
| Dr. Hardcastle, sebész    | Deryck Guyler     | Tyll Attila                 | Kun Vilmos                  | Áron László                 |
| Mrs. Barron               | Gwendolyn Watts   | Vajay Erzsi                 | Zsolnai Júlia               | N/A                         |
| Mavis Winkle              | Dilys Laye        | Hacser Józsa                | Prókai Annamária            | Soproni Ági                 |
| Henry, mentősofőr         | Peter Gilmore     | Mendelényi Vilmos           | Forgács Péter               | Holl Nándor                 |
| Sam                       | Harry Locke       | Kéry Gyula                  | Kenderesi Tibor             | Juhász Tóth Frigyes         |
| Anyuka                    | Marianne Stone    | Kelemen Éva                 | N/A                         | N/A                         |
| Mrs. Smith                | Jean St. Clair    | Vay Ilus                    | Szécsi Vilma                | Várnagy Kati                |
| Parkin nővér              | Valerie Van Ost   | Dallos Szilvia              | Simorjay Emese              | Csere Ágnes                 |
| Fred                      | Julian Orchard    | Gelley Kornél               | Izsóf Vilmos                | Beregi Péter                |
| Gumilepedő-ügynök         | Brian Wilde       | Somogyvári Pál              | Kerekes József              | N/A                         |
| Miss Morris, idős páciens | Lucy Griffiths    | Psota Irén                  | N/A                         | Bakó Márta                  |
| Simmons                   | Julian Holloway   | Ujréti László               | Melis Gábor                 | N/A                         |
| Terhestorna-instruktor    | Alexandra Dane    | Császár Angela              | N/A                         | N/A                         |
| Mesélő (hangja)           | N/A               | N/A                         | Kárpáti Tibor               | N/A                         |
| Portás                    | N/A               | N/A                         | N/A                         | Végh Ferenc                 |

## Idézetek
- Dr. Kilmore vizsgálja Biggert: „Hát jól elintézte az ülepét!” Bigger: „Lehet, de a seggem is fáj.” Doktor: „E kettő egymásra épül, sőt, ugyanaz, Mr Bigger!”
- Dr Tinkle Dr Hardcastle-nak, a sebésznek: „Igazán pompás munkát végzett. A páciens még élt egy kicsit, amikor Ön kiemelte a jobb veséjét is.”

## Fogadtatása
A filmet 1967 végén mutatták be. Az 1968-as évban Nagy-Britannia harmadik legnagyobb nézettségű mozifilmjének bizonyult, csak a Walt Disney-féle Dzsungel könyve animációs produkció és Roger Vadim Barbarellája előzte meg.

## További információ
- Folytassa, doktor! a PORT.hu-n (magyarul)
- Folytassa, doktor! az Internetes Szinkronadatbázisban (magyarul)
- Folytassa, doktor! az Internet Movie Database-ben (angolul)
- Folytassa, doktor! a Rotten Tomatoeson (angolul)
- Folytassa, doktor! a Box Office Mojón (angolul)
- Robert Ross. The Carry On Companion. London: B.T. Batsford (2002). ISBN 0-7134-8771-2
- Carry On Doctor (1967). The Whippit Inn (thewhippitinn.com). [2016. március 25-i dátummal az eredetiből archiválva]. (Hozzáférés: 2021. február 1.)
- Carry On Doctor (1967) (angol nyelven). Carry On Line (carryonline.com). [2021. február 6-i dátummal az eredetiből archiválva]. (Hozzáférés: 2021. január 31.)
- Carry On Doctor. 1968 British comedy film (angol nyelven). British Comedy Guide (comedy.co.uk). (Hozzáférés: 2021. február 3.)
- Folytassa, doktor! (1967), filmek magyar szinkronnal. videa.hu. (Hozzáférés: 2021. február 3.)